# つねよし百貨店
つねよし百貨店（つねよしひゃっかてん）は、京都府京丹後市大宮町上常吉に所在する商店。ソーシャル・ビジネスの先駆けとして高く評価された常吉村営百貨店（1997年12月6日 - 2012年8月19日）の志を継ぎ、2012年（平成24年）11月1日に開店した。
商店として営業しながら、過疎地域の農家や高齢者の暮らしを支え、地域のコミュニティセンターの役割を担う。「なんでもあるから」「なんでもするから」という理由で百貨店と称し、「日本一小さい百貨店」と親しまれている。小さな提灯のイメージでホオズキがデザインされた店のロゴには、人々が集う温かな場所になるようにとの願いが込められている。
2018年（平成30年）、沖縄国際映画祭 JIMOT CM REPUBLIC 全国46都道府県部門において、つねよし百貨店を中心に常吉地区をモデルとして作成した「便利さよりも安心できるまち京丹後」のCMで、グランプリを受賞した。SDGsのgoal11「住み続けられるまち作り」を題材としたCMで、チャレンジつねよし百貨店実行委員会の東田一馬により発案された。

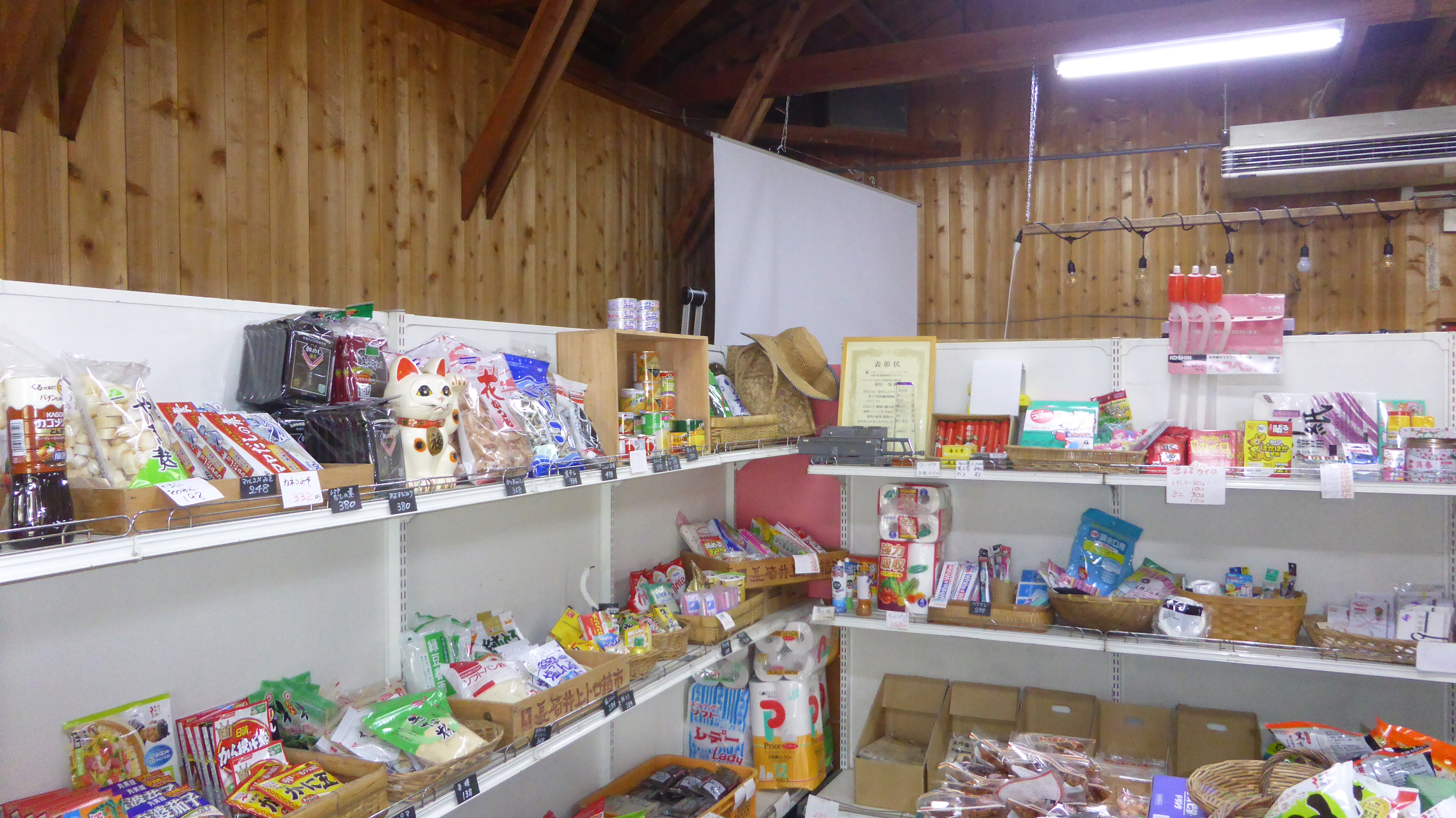
店内（写真中央）にはJIMOT CMの表彰状と盾が飾られている。

## 概要
つねよし百貨店は、店舗面積25坪の商店にコミュニティセンターの機能を備えた、京丹後市大宮町の山間部にある「日本一小さい百貨店」である。過疎地域の買い物難民や小規模農家の救済に端を発し、行政に頼らない住民自身による村づくりをめざして1997年（平成9年）に開業し、ソーシャル・ビジネスの先駆け的存在として高く評価された常吉村営百貨店の閉店を受けて、その理念と事業を引き継ぐかたちで、2012年（平成24）年に開店した。
本項目では、前身である常吉村営百貨店についてもあわせて記載する。

## 設立の経緯

### 常吉村づくり委員会
常吉地区は、丹後半島のほぼ中心に位置する旧大宮町の南西部に位置する。基幹産業は稲作を中心とした農業と丹後ちりめんに代表される機業で、「駐在所とお寺以外はすべてハタ屋」と称されるような村であった。大企業はなく、1970年代後半以降の織物業の不況と、零細的な農家の後継者不足から離村がすすみ、20世紀末の人口を1960年代と比較すると、30年余りの間に人口が半数程度にまで減少している過疎化の顕著な山間部にある。年々、高齢化率も高まり、集落機能の維持が困難を増していくなかで、大宮町では1986年（昭和61年）から地域リーダーの養成に着手。ふるさと創生事業の大部分を人材育成のための基金造成にあて、町からの補助も行った。その結果、1992年（平成4年）に発足した大宮活性懇話会では、町内から選出された16名を対象に、的を絞った地域リーダー養成研修が行われた。彼らが中心となって地域に密着した村づくり活動をめざし、1994年（平成6年）、町内12の地区に村づくり委員会が組織され、常吉地区には、常吉に居住する地域リーダーを中心に常吉村づくり委員会が結成された。
常吉地区では、村づくり委員会に先立ち、村内で地域の青年が月に1度議論するために集まる十日会や、十日会のメンバーの妻らを中心とした女性グループも様々な活動を行っていた。常吉村づくり委員会は、この十日会を基盤に組織された。約20名の構成員はおもに30代から50代までの就業者であり、女性も含まれていた。委員会は、村内の寺でジャズコンサートを開催して地区の人口以上の観客を動員したり、京阪神など近畿地方に住む常吉地区出身者にお盆時の帰省を促す「帰ってこいコール」運動や、住民が講師となって小学生に指導する「寺子屋教室」など数々の取組を主催。常吉地区の魅力を再発見するとともに、地区の課題を抽出して解決するワークショップをはじめ、地域活性化構想の策定にも着手し、京都府が推進していた21世紀型地域農場づくり事業の協議会が設立されると、農地の利用計画や農業実践プログラムの作成にも関与した。
地域住民によるこれら様々な取組の根底には、「このままでは村が潰れてしまう」という地域リーダーたちの危機感があったとされる。過疎と高齢化で遊休農地が増加傾向にあった常吉地区では、農家の手に余る農地や山林の手入れを他の農業者に委託していたが、その農作業を大規模に受託していた農業者が山林労務中に事故死し、今後農地をどうすれば守っていけるかという課題が表面化した時、地区の農地を地区民全体で守る仕組みを構築する必要性が、広く認識されるようになっていった。地区で唯一の商店であった丹後大宮農協常吉支所の廃止が決定したのは、そのような時勢の折であった。

### JA常吉支所の廃止
京丹後市大宮町には、16の地区が広範囲に点在し、1950年（昭和25年）以前の旧村単位ごとの8カ所に丹後大宮農協の支所、または出張所が設置されていた。1996年（平成8年）、丹後大宮農協は経営の合理化を目的とした統廃合によってJA京都丹後となり、常吉地区では唯一の商店でもあった丹後大宮農協常吉支所の廃止が決定した。当時、常吉地区には上常吉と下常吉あわせて約580人が暮らし、住民の4人に1人が65歳以上の高齢者となっていた。周辺に商店はほかになく、最も近いスーパーまで距離にして4キロメートル、自転車で30分はかかる土地柄、支所は多くの住民にとって生活になくてはならない施設であった。常吉支所は、かつて旧常吉村農協として発足した際に、施設建物や用地のすべてが常吉の住民の善意で提供されており、住民の共有財産という感覚で運営、地域のコミュニティセンターとしても活用されてきた経緯があった。そのため、農協の一方的な廃止決定は住民らにすれば到底受け入れられることではなく、村をあげての反対運動が起こった。農協側との話し合いは折り合わず、最後は大喧嘩の様相を呈したという。
農協の決定は覆ることなく、反対運動が暗礁に乗り上げた頃、常吉村づくり委員会から「村営百貨店構想」が示された。当時、区長として、また、常吉村づくり委員会の委員長として、双方の運動に関わっていた大木満和らの提案によるものだった。住民らは「去る者は追わず。」と心機一転し、地域一丸となって村営百貨店の設立をめざした。支所廃止決定から約1年後の1997年（平成9年）12月、農協支所の集荷場であった部分を月2万5千円の家賃で借り受け、農業者20名を含む地域住民ら34人の出資者による農業生産法人・有限会社常吉村営百貨店が誕生した。
常吉村は、1951年（昭和26年）の町村合併で大宮町となる前まで、この地域に実際に存在した村名である。住民自身の手でつくるという決意の表れとして ｢村営｣ と謳い、1口5万円で350万円の出資金を集めた有限会社設立の際にも、常吉住民だけでやりたいと、当時の大宮町長の出資を断っている。店舗改修費用は650万円を要したが、300万円はかっての寄付の見返りとして農協が出資し、残り350万円分は農協から15年の借入れで賄われた｡ 
代表取締役社長には、後に大宮アグリ21塾の塾頭を兼任することとなる大木満和が就任し、専務には国道312号線沿いで食料品店を経営する株式会社いととめの廣野公昭が就任、店長には、父親も行商人だったという山本淳一が抜擢された。

## 常吉村営百貨店（前身）

### 運営方針
「車で5分も走れば何でも揃うのに､ わざわざこの店に来てくれる人に『ない』というのは失礼だ」との考えから、「タワシ1個から配達します」を合言葉に、客の要望で店頭に無いものは入荷予定を伝え、店に無いものも売っている別の店から購入してきて客に届けた。この営業スタイルから「ないというものはない」、転じて、｢何でもあるから百貨店｣ というコンセプトを掲げた｡ 
常吉村営百貨店の運営は、設立当初から明確に村づくりを念頭におき、「農業と福祉と暮らしを柱にし、地域活性化のための拠点にする。」「高齢者、子どもが安心して暮らしていけるためのお店づくり。」「子どもたちには、ふるさとを誇りに思い（大きくなっても）やっぱり常吉に住んでいたいと思ってもらえるような地域づくり」を目標に掲げた。その背景には、1996年（平成8年）、地域の小学生が絵に描いた、常吉地区をどのような村にしたいかという夢 いなランド計画（田舎ランド計画）があった。子どもたちの夢を受けて、住民に５つの楽しみ、「つくる楽しみ」「持って行く楽しみ」「売れる楽しみ」「お金がもらえる楽しみ」「お金を使う楽しみ」を提供しようと試みたことが、百貨店の原点となった。最終的な目的は、楽しい地域づくりであったという。開店から1年余り後の1999年（平成11年）に、代表の大木が語った言葉が残されている。
設立や運営に尽力した地域リーダーらは、農家の出身ではない者たちが中心であったにもかかわらず、常吉村営百貨店は、地域の農地を守り、地産地消の農業振興と食育に関連づけた事業を主軸として活動した。

### 村営百貨店の活動
地元産の農産物を「ぴゅあ常吉」と名付けてブランド化をはかり、一般食品、菓子、日用雑貨、丹後のお土産品など約2800点の商品を販売するスーパーマーケットとして営業しながら、かつての農協支所が担っていた園芸用肥料や農作業用品の販売、農作業の受委託業務や情報発信など、農業関連の業務全般を請け負った。
常吉村営百貨店のなかに設置された農作業受託部会は、農家の要請に応じて、稲作の作業を代行した。1997年（平成9年）の第1回目は18軒だった受託農家は、1999年（平成11年）には50軒まで数を増やした。また、かつて下常吉地区にあった共同作業所を無償で引き継ぎ、収穫した野菜の出荷作業などを地元住民の手で行う仕組みを整え、高齢者を中心とした雇用を創出した。同じく常吉村営百貨店のなかに設置された施設園芸部会では、8棟のハウスを備えて様々な野菜の周年栽培を行った。高付加価値型の農業や新たな設置型農業を提案し、新規就農者を支援するとともに、収穫された農産物を常吉村営百貨店を通じて、地域のスーパーへ常吉産として販売、一部は地域住民に提供し、作れば売れるシステムを確立した。 また、ハウス1棟は老人会に貸与し、高齢者でも負担の少ない農作物ミニトマトやミズナ等の栽培を行い、これらを含めた農産物等を常吉村営百貨店で販売して地域の人が購入することで、金銭の地域還流と高齢者の生きがい創出を担った。店内の直売コーナーで販売される自家製野菜の委託農家は、開業当初は10名程度だったが、5年後には約90名にまで増え、その3分の2は高齢者である。生産は年々拡大し、販路も村営百貨店にとどまらず、丹後地方の他の商店のほか舞鶴市や和歌山市のスーパーマーケットと連携し「常吉コーナー」が設置されるまでに拡大した。
常吉村営百貨店では、さらに、コピーやファックスのサービス、写真の現像やプリント（DPE）サービス、クリーニング、宅急便の取り扱い等、地域住民の細々とした需要に応えた。朝に注文を受けて夕方までに各家庭に商品を届ける宅配サービスでは、「ちくわ1本、かまぼこ1枚でも」宅配を行い、常吉地区のほか、周辺の京丹後市大宮町奥大野地区、平治峠を跨いで隣村である与謝野町幾地地区の注文も引き受け、高齢者や過疎地域の人々の生活を支えた。これらの活動には、地域で老人を見守るシステムを確立するというねらいがあり、独り暮らしの高齢者へ毎日電話で安否確認を行ったり、声かけ運動も行われた。店内にはベンチと給茶設備を備え、住民同士が気軽に足を運び、会話ができるように配慮された。開業当初の百貨店の専従スタッフは代表の大木を含めて3名で、年間340日、正月と第2・第4水曜日を除いて、午前10時から午後7時まで営業した。
売り場面積25坪の小さな店舗にもかかわらず、客の平均滞在時間は1時間半におよび、常吉村営百貨店は地区の集会所的な役割を担った。地元の子どもたちに郷土の良さを知ってもらうべく、地域の年配者が指導者となって魚釣り大会や寺子屋的な活動を行い、世代間交流を図るとともに、地域の史跡である「平地地蔵の菰（こも）着せ」や、およそ30年ぶりに行われた「大晦日千本づき」等の伝統行事の継続や再興に取り組んだ。同時に、都市住民との交流による地域の活性化を図り、「あじさいジャズコンサート」や、ジャンボカボチャの重量を競う「パンプキンフェスティバル」等を開催した。2008年（平成10年）には手作り体験メニューを事業化し、「村の歴史ツアー」や「蕎麦うち体験」など、都会からの体験ツアーの拠点ともなった。
地域の高齢者からは、「やめられたら生きていかれへん」と手紙をもらうほど必要とされた常吉村営百貨店であったが、経営は順風満帆とはいかなかった。初年度には目標を上回る3800万円を売り上げ、株主らに2000円分の商品券を配布できる黒字経営だったが、後年、常吉地区を取り巻く商業形態が大きく変化し、周辺の国道312号線沿いに大型店やコンビニチェーン店が出店した影響もあり、開業から10年で約1,000万円の負債を抱えた。村づくり委員会のメンバーら10 人を中心としたボランティアが店番や宅配に協力しつつ、代表の大木満和は4年半の期間を無給で働き、在庫調整や経費削減などで、借金をすべて返済。しかし、大木はその後に体調を崩し、2011年（平成23年）の年末に入院した。治療に専念するため、2012年（平成24年）7月に事業撤退を決意、出資者の了承を得て、その年の8月19日日曜日、常吉村営百貨店は15年の歴史に幕を閉じた。
常吉村営百貨店は、過疎地域の買い物難民対策に住民が自主的に取り組み、地域農業を支え、コミュニティ活動の発信に寄与してきた点を評価され、ソーシャル・ビジネスの先駆的事例として、2000年（平成12年）、自治大臣表彰、農林水産大臣表彰、日本農林漁業振興会会長表彰を受賞。2001年（平成13年）、農業会議会会長表彰を受賞した。
全国から多くの視察や取材を受け、NHKのドキュメンタリー番組 ｢列島リレードキュメント：真心を売ります－村の百貨店｣にも紹介された。

## つねよし百貨店の誕生

屋外交流スペースの外壁に掲げられた「つねよし百貨店」のサイン

2012年（平成24年）9月22日土曜日、1カ月前に閉店した後は空き店舗となっていた百貨店を会場に「新しいつねよし百貨店を考える会」が開催された。この頃の常吉地区の人口は約450人、高齢化率は35パーセントを超え、村営百貨店の立ち上げに関わったメンバーも高齢になっていたが、会には地域住民を問わず老若男女46名が出席し、5つの班で意見交流が行われたほか、Ustreamの中継やfacebookでも新たな百貨店への意見が集められた。同年11月1日木曜日、常吉村営百貨店の理念を継承したチャレンジつねよし百貨店実行委員会により、新たな地域の拠点「つねよし百貨店」として開店した。
チャレンジつねよし百貨店実行委員会を立ち上げ、新生「つねよし百貨店」を継いだ東田一馬は、1964年（昭和39年）、大阪府生まれ。IT業界の出身で、現在NTTデータに属する企業に就職後、ロチェスター大学MBAを経て、2000年（平成12年）にはアメリカでITベンチャーで起業。2002年（平成14年）に帰国し、2003年（平成15年）ヤフージャパンに入社、2007年（平成19年）にはショックウェーブエンターテイメント株式会社のCOOを務めたが、リーマン・ショックのあおりを受け2009年（平成21年）に会社を整理した。これを機に、生まれ故郷の関西に戻ることを考えた東田は、その年、農林水産省の事業・田舎で働き隊！で京丹後市に移住。最初の研修先が常吉村営百貨店だった。半年間の研修期間では情報発信のサポートなどを担い、その後は他の地域への転出も想定していたものの、研修終了時の報告会で他地域の住民から言われた「よそもんが勝手なことをして半年で去るのか」との厳しい言葉に心動かされ、常吉地区に定住を決意。常吉村営百貨店の運営に関わり続けながら、2010年（平成22年）、地域コンサルタントとしてアミタ持続可能経済研究所に就職。2011年（平成23年）には地域再生マネージャーに就任し、京都市内や但馬地域など近畿地方の各地の地域活性化事業に携わっていた。
東田によれば、常吉村営百貨店は「地域に暮らす人々にとって交流の場であり、見守りの拠点であり、ふるさとの思い出の場であり、みんなの誇りだった。」という。2012年（平成24年）、その閉店の報に接し、「自分でもそのときの気持ちは説明できない」まま「継ぎましょか」と言っていたという。東田の意思表示に対し、病床の大木は「そうか」とだけ応え、2013年（平成25年）7月23日に66歳でこの世を去った。
周囲の人々は制止し、妻の真希は猛反対の末、一時は息子を連れて実家に帰ってしまうが、岡本太郎の「私は、人生の岐路に立った時、いつも困難なほうの道を選んできた。」という言葉を胸に戻り、チャレンジつねよし百貨店実行委員会の代表に就任。夫婦二人三脚での「チャレンジ！つねよし百貨店」をスタートさせた。
店舗改装にあたって、店内に設置された巨大黒板や、外壁に掲げられた店名のサインは、店のロゴデザインを担当した常吉地区出身のデザイナー吉田マリモと、地元の子どもたち等によって制作された。

## 運営方針

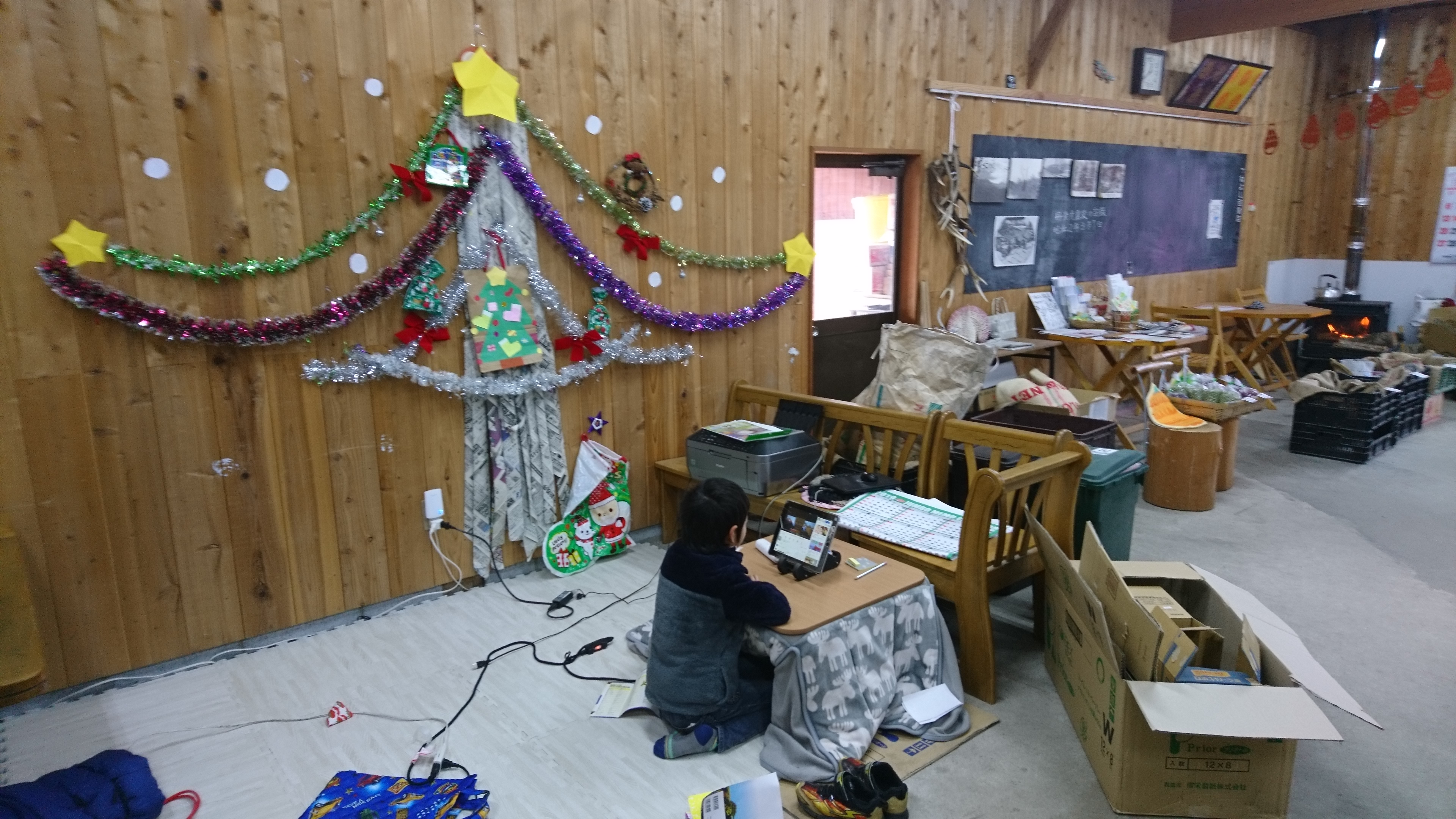
店内「子どもコーナー」

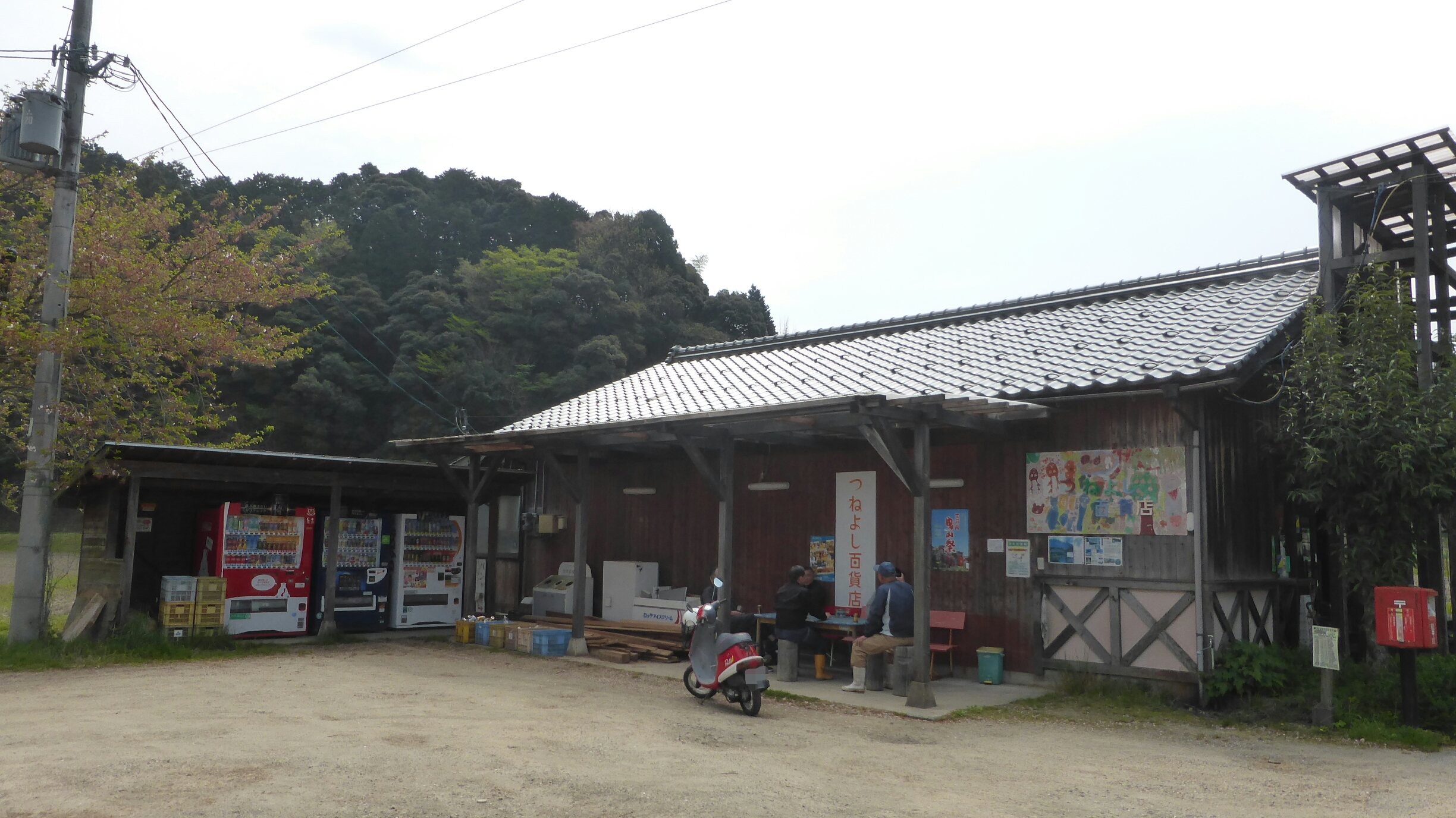
外スペースで集う住民

つねよし百貨店は、起業ではなく、地域に残すべき価値のある仕事を見出す事業のリノベーションを図り、常吉村営百貨店から施設設備、人脈、志を受け継ぐ一方、運営のコンセプトには、高齢者福祉を大切にする以上に次世代の子どもたちのために、地域と共に歩み、がんばるのではなく楽しむこと、ボランティアではなく互いに実りあるギブ＆テイクを、競争ではなく共存を掲げている。経営を続けていくための十訓として、「成長しない」「競争しない」「効率化しない」「奉仕しない」「レバレッジかけない」「ストックをつくらない」「すべてにオープンに」「多様に」「役目がある限り」「Always Happy」を定めた。
常吉村営百貨店時代から商店としての店舗部分を大きく削減し、大型冷蔵庫は撤去、生鮮食品は配達で補うこととした。配達料は無料。個別の要望に丁寧に対応することが、仕事上の利益にもつながるととらえる。常吉村営百貨店時代から継続する、買い物に来ることが難しい高齢者などへの配達サービスでは、電球1個でも配達して交換も行い、そのまま1時間以上のおしゃべりに付き合うこともあるという。
商品棚の面積は4分の1に縮小し、店内の3分の2を「休憩スペース」、「子供スペース」、「フリースペース」に改装した。客層のターゲットに高齢者だけでなく若い母親など幅広い層を視野にいれ、地域の人々の暮らしを支え、様々な人々を繋げる橋渡し役となること、町外や他府県に地域の魅力を伝える仲立ち役となることを重視した店づくりを展開する。

## 事業内容

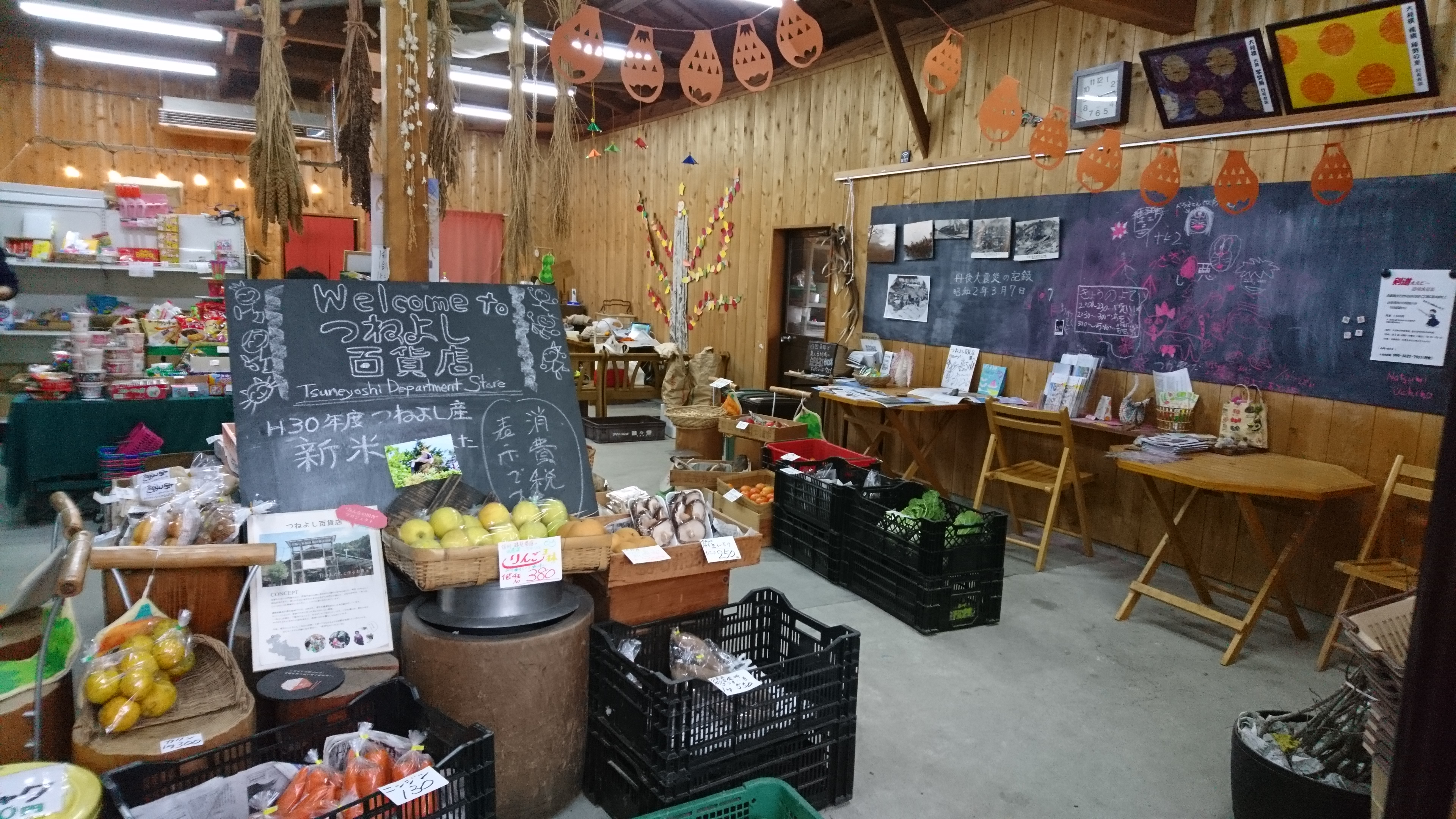
店内入口

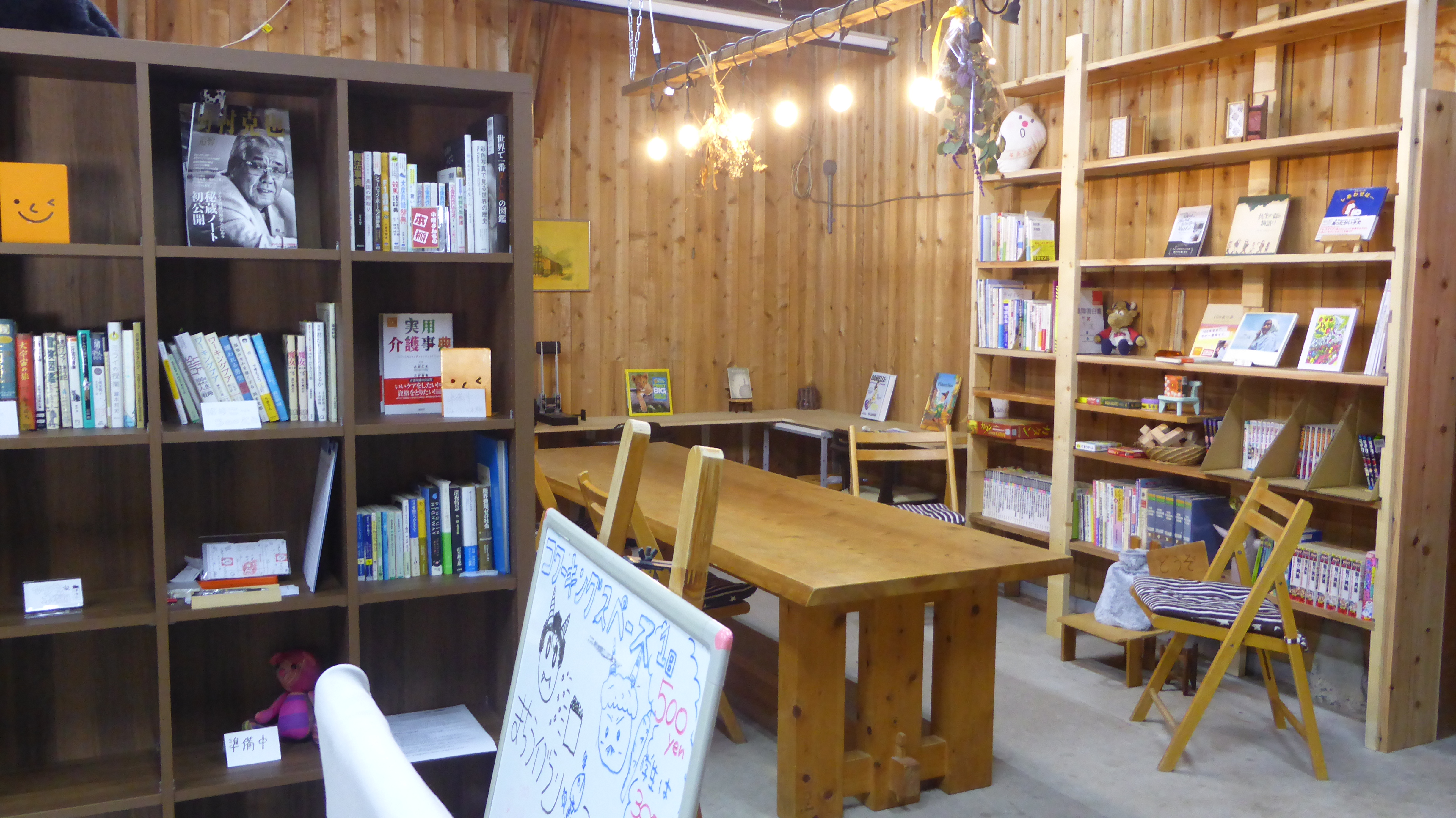
店内にある交流スペース（コワーキングスペースにまちライブラリーの機能を備えている）

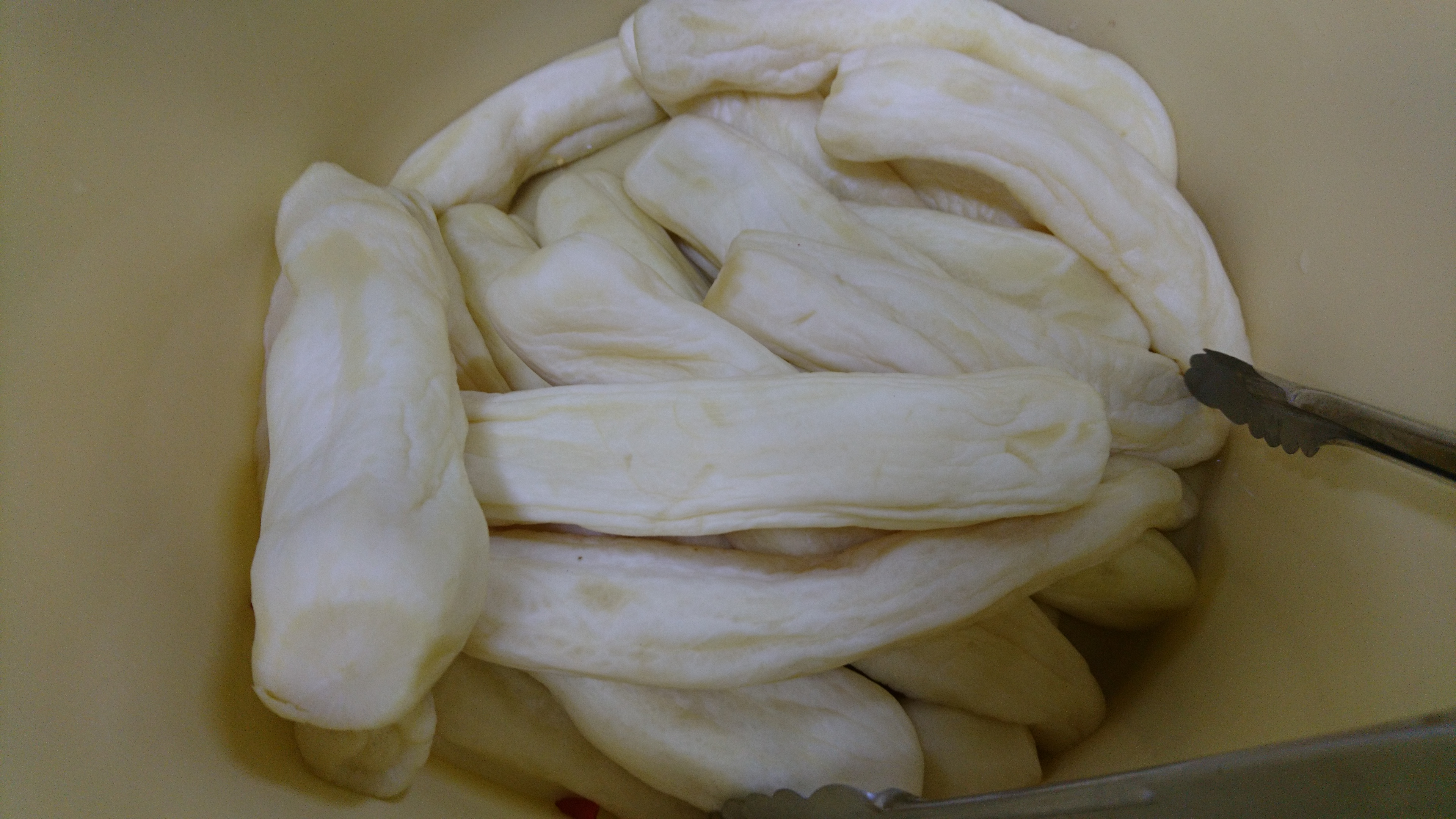
つねよし百貨店のかつての人気商品であった「大根の漬物」

食料品をはじめ、生活必需品等の店舗販売のほか、オンラインショップでの通販も行う。「どこで、誰が、いつ採ったか」が明らかなものを販売できることを強みとし、地区の住民手作りのこんにゃくや保存食など、他店にはない常吉独自の商品にこだわり、収穫量が少ないため産地を常吉として市場に出回ることはほとんどない地元産の米「つねよしのお米」「つねよし漢方米」などの限定米や、地区に1店のみの製麺所で作られる「つねよしうどん」を扱う。かつての百貨店一番の人気商品は、地元農家の男性が10年以上出荷している自家製大根の甘酢漬で、まとめ買いする客も多かったが、2021年（令和3年）施行の食品衛生法の改正によって漬物製造業の許可の取得が必要となったことで、男性は製造を辞めてしまったといい、現在はお店から姿を消している。売れ残りを出さないことを信条とし、商品の品目や値段は農家との話し合いで決める。客の要望する野菜が売り切れであれば、しばらく待ってもらい、その場で農家に連絡して畑から収穫してきてもらうこともあるという。
2014年（平成26年）、「いただきます。地元産」プラン京都府推進協議会により、京野菜を「学ぶ」「食べる」「買う」ことのできる施設として京野菜ランドに登録された。体験メニューでは、1日店長体験も随時受け付けているほか、小規模なコンサートやフリーマーケット、体験教室、読書会、ボードゲーム交流会などジャンルを問わず、地域住民の交流スペースとして様々な企画に会場を提供する。
地域の高齢者がバス待ちに1時間ほど過ごしていったり、学校帰りの地域の子どもたちが集い、店内の子どもスペースや広場で遊んだり、親に叱られた子が避難してくるなど、地域住民の居場所としても定着している。

### 百貨店内の交流スペースを活用した事例
- コワーキングスペース《日本一小さな百貨店》

1日500円でWi-Fiや電源、プリンターが自由に利用でき、お茶とお菓子が提供される。
- まちライブラリー＠つねよし百貨店

「コロナ禍で集えない中でも、本を通じて繋がれる場所を」と開設。本棚をウェブ上で公開している。

## 運営体制
開業から2022年3月までは「チャレンジ！つねよし百貨店実行委員会」によって運営されており、代表者は、2016年（平成28年）4月から京丹後市議を務める東田真希、運営担当者は、2014年（平成26年）12月から京都府の委託を受け里の公共員としても活動する東田一馬が担った。2022年4月以降は、「つねよし百貨店 東田一馬」が事業主となり、代表・運営責任者も担う。2016年（平成28年）、東田一馬は地域のつなぎ人コトおこし人を顕彰する「京の公共人材大賞」において奨励賞を受賞した。
「同じ店が続くのでなく、一旦閉じて新たに始めるという変化が必要だった」ため、つねよし百貨店では東田夫妻が表に立ち、常吉村営百貨店時代のスタッフは裏方からサポートしている。
常吉村営百貨店時代と比較すると、営業時間は1時間早めて午前9時から午後6時を基本とし、毎週火曜日を定休日とする。冬季は午後5時閉店。年末年始等は別途定める。

## アクセス
所在地は、京都府京丹後市大宮町上常吉123-2。府道76号線沿いに位置する。